# لندودنك (كورنوال)
لندودنك (بالإنجليزية: Landewednack)‏ هي قرية وأبرشية مدنية تقع في المملكة المتحدة في إنجلترا. يقدر عدد سكانها بـ 967 نسمة .